# Friedrich Wilhelm Rostkovius
Friedrich Wilhelm Rostkovius (ur. 1770, zm. 17 sierpnia 1848 w Szczecinie) – niemiecki lekarz, botanik i mykolog.
Studiował u botanika Carla Ludwiga Willdenowa na Uniwersytecie w Halle. W 1801 r. na uniwersytecie tym uzyskał doktorat. Jego rozprawa doktorska była poświęcona rodzajowi sit Juncus i oparta na badaniu zielnika Willdenowa znajdującego się wówczas w Berlińskim Ogrodzie Botanicznym. Później zamieszkał w Szczecinie, gdzie pracował jako lekarz.
W Jeziorze Dąbskim pod Szczecinem odkrył przesiąkrę okółkową Hydrilla verticillata (jedyne stanowisko w prowincji Pomorze). W Jeziorze Binowskim, na południowym krańcu Puszczy Bukowej znalazł nowy dla Niemiec gatunek – jezierzę giętką Najas flexilis. Opisał ten gatunek wspólnie z Wilhelmem Schmidtem w publikacji z 1824 pod tytułem Flora Sedinensis zaliczając go do rodzaju Najas, dzięki czemu wraz ze Schmidtem stali się autorami jego nazwy.
Rostkovius opisał także szereg nowych taksonów grzybów jako współautor publikacji Die Pilze Deutschlands z lat 1828–1848.
Przy nazwach naukowych opisanych przez niego gatunków i rodzajów dodawany jest skrót jego nazwiska Rostk.
Na jego cześć Friedrich Gottlob Hayne nazwał gatunek Euphrasia rostkoviana, a Nicaise Auguste Desvaux upamiętnił go w nazwie rodzaju Rostkovia.

## Wybrane publikacje
1. Rostkovius, F.W.G. (1801): Dissertatio botanica inauguralis de Junco, Dissertationsarbeit
2. Meckel, P.F.T. & Rostkovius, F.W.G. (1801): Monographia generis iunci – Cum tabulis Binis Aeneis. (Vorschau in der Google-Buchsuche)
3. Sturm, J., Corda, A.K.J., Ditmar, L.P.F., Preuss, C. G., Rostkovius, F.W.G. & Sturm, J.W. (1817): Deutschlands Flora in Abbildungen nach der Natur mit Beschreibungen, 3. Abt. – Die Pilze Deutschlands
4. Rostkovius, F.W.G. & Schmidt, W.L.E. (1824): Flora Sedinensis, exhibens plantas phanerogamas spontaneas nec non plantas praecipuas agri Swinemundii. Sedini Formis Struckianis, ss. VIII+411.
5. Rostkovius, F.W.G. (1839): Deutschlands Flora, Abt. III. Die Pilze Deutschlands.